# Aach (Konstanz)
Aach je německé město v zemském okrese Kostnice na jihu Bádenska-Württemberska, jižně od Švábské Alby v krajině zvané Hegau rozkládající se mezi Bodamským jezerem a švýcarským kantonem Schaffhausen a vytvořené sopečnou činností. Město má rozlohu zhruba deset kilometrů čtverečních a v roce 2011 v něm žilo přes dva tisíce obyvatel.
Nejvýznamnější zdejší přírodní památkou je Aachtopf, nejvydatnější německá vyvěračka, která je brána za pramen krátké říčky Radolfzeller Aach tekoucí do Bodamského jezera. Většina vody přitom pochází z Dunaje, který se na svém horním toku po větší část roku celý propadá do země.
Dne 25. března 1799 se zde strhly v rámci napoleonských válek krvavé potyčky mezi Rakušany a Francouzi jako začátek bitvy u Stockachu.